# Yzeure
Yzeure là một xã trong tỉnh Allier, thuộc vùng hành chính Auvergne-Rhône-Alpes của nước Pháp, có dân số là 12.696 người (thời điểm 1999). Thành phố nằm phía đông ngoại ô của thành phố Moulins (Allier).

## Các thành phố kết nghĩa
- Bendorf, Đức

## Dân số
| v. 1882                                             | 1990   | 1999   |
| --------------------------------------------------- | ------ | ------ |
| 4 195                                               | 13 461 | 12 696 |
| For the year 1990: Population without double counts |        |        |